# Vilket liv!
Vilket liv! är ett svenskt underhållnings- och intervjuprogram som uppmärksammar och hyllar välkända och folkkära stjärnor inom nöjesbranschen. Programmet hade premiär 2022 och hade 2025 sin fjärde säsong. Programledare för de fyra första säsongerna har varit Renée Nyberg.
Första säsongen hade premiär på TV4 den 28 augusti 2022 och bestod av fem avsnitt.
En andra säsong hade premiär den 3 september 2023 och bestod av sex avsnitt.
En tredje säsong hade premiär den 25 augusti 2024 och bestod av sex avsnitt.
En fjärde säsong hade premiär den 25 maj 2025 och bestod av fyra avsnitt.

## Upplägg
I programmet bjuder programledaren Renée Nyberg in en känd person från teaterns eller musikens värld för att hyllas för sina bidrag inom svensk populärkultur. Förutom huvudperson medverkar ett antal andra personer som berättar vad huvudpersonen betytt för dem.

## Medverkande

### Säsong 1, hösten 2022
- 28 augusti - Björn Skifs
- 4 september - Lena Philipsson
- 18 september - Robert Gustafsson
- 25 september - Suzanne Reuter
- 2 oktober - Tommy Körberg

### Säsong 2, hösten 2023
- 3 september - Henrik Dorsin
- 10 september - Carola Häggkvist
- 17 september - Lena Endre
- 24 september - Niklas Strömstedt
- 1 oktober - Claes Eriksson
- 8 oktober - Lasse Berghagen

### Säsong 3, hösten 2024
- 25 augusti - Tomas Ledin
- 1 september - Pernilla Wahlgren
- 8 september - Eva Rydberg
- 15 september - Peter Jöback
- 22 september - Peter Haber
- 29 september - Marie Göranzon

### Säsong 4, våren 2025[5]
- 24 maj: Johan Glans
- 31 maj: Christer Lindarw
- 7 juni: Helena Bergström
- 14 juni: Claes Malmberg